# Strzelanina w szkole w Centennial
Strzelanina w szkole w Centennial – strzelanina szkolna, do której doszło 13 grudnia 2013 roku w liceum Arapahoe High School, znajdującym się w mieście Centennial w amerykańskim stanie Kolorado. Sprawcą był 18-letni uczeń szkoły Karl Halverson Pierson. W wyniku strzelaniny zginęła 17-letnia uczennica i napastnik, który popełnił samobójstwo po dokonaniu strzelaniny; była to pierwsza strzelanina szkolna na przedmieściach Denver od czasu masakry w Columbine High School, toteż przyciągnęła ona uwagę mediów.

## Przebieg
Sprawca wszedł do szkoły uzbrojony w strzelbę, maczetę i koktajle Mołotowa. W plecaku miał 125 sztuk amunicji. Napastnik chciał odnaleźć i zamordować szkolną bibliotekarkę. Sprawca nie odnalazł jej jednak, po czym otworzył ogień do uczniów. Jedna z kul trafiła w głowę 17-letnią dziewczynę Claire Davis, która zmarła w wyniku postrzału osiem dni później; sprawca następnie popełnił samobójstwo.

## Ofiara
Zmarła Claire Davis była 17-letnią uczennicą Arapahoe High School; nie miała najprawdopodobniej żadnych konfliktów z napastnikiem, który chodził z nią do klasy, i została zastrzelona jako przypadkowa osoba, chociaż wstępne doniesienia zakładały różne wersje.

## Sprawca
Sprawcą strzelaniny był 18-letni Karl Halverson Pierson (ur. 3 września 1995), który był uczniem Arapahoe High School. Pierson miał konflikt ze szkolną bibliotekarką, którą chciał zastrzelić podczas ataku. Po strzelaninie sprawca został opisany przez badającego sprawy ataków w szkołach psychologa Petera Langmana jako psychopata z kompleksem wyższości; podobno sam napastnik miał się podobnie opisywać w swoim dzienniku.